# Antonio Alguedas
Antonio Alguedas Hernández (Callao, 17 de mayo de 1968) es un futbolista peruano que desempeña de delantero.

## Trayectoria
Nació en el Callao en 1968, es sobrino también futbolista Ronaldo Alguedas. Su trayectoria inicia en las divisiones menores de Alianza Lima subiendo al primer equipo en 1988 en el torneo de 1987 post tragedia del fooker jugando una buena cantidad de partidos jugados siendo uno de los mejores del plantel y saliendo subcampeón, en los siguientes años sería unos de las figuras del plantel jugando al lado de César Cueto.
Deja a alianza en 1992 para llegar al Sport Boys estando al lado con Germán Carty y Carlos «Kukín» Flores, también jugó la Copa Libertadores de ese año, en 1993 se iría del club porteño por pedido de Roberto Chale para ser contratado por el club Alianza Atlético. Lastimosamete se va el mismo año por problemas económicos, se iría al Guardia Republicana jugando segunda división en los siguientes años, dejaría la club en 1995 para llegar al Alcides Vigo estando un año. En 1996 vuelve al guardia republicana en la primera división pero en el mismo año descienden, se retiraria del fútbol en el mismo año por problemas de lesiones.

## Selección nacional
Ha sido internacional con la Selección de fútbol de Perú, fue convocado por el técnico José Macia en plena preparación para la Copa América de 1989 jugó un amistoso contra Venezuela pero no estuvo en la convocatoria final.

## Clubes
| Club                | País | Año         |
| ------------------- | ---- | ----------- |
| Alianza Lima        | Perú | 1988 – 1991 |
| Sport Boys          | Perú | 1992        |
| Alianza Atlético    | Perú | 1993        |
| Guardia Republicana | Perú | 1993 – 1994 |
| Alcides Vigo        | Perú | 1995        |
| Guardia Republicana | Perú | 1996        |